# Deo (futsal)
André Henrique Justino, mais conhecido como Deo, nascido no Brasil a 8 de outubro de 1982, é um jogador profissional de futsal que joga atualmente pelo Sporting Clube de Portugal.

## Palmarés internacional
- Liga dos Campeões de Futsal da UEFA (1)

2018/19